# Duguetia argentea
Duguetia argentea (R.E.Fr.) R.E.Fr. – gatunek rośliny z rodziny flaszowcowatych (Annonaceae Juss.). Występuje naturalnie w Ekwadorze, Kolumbii, Wenezueli oraz Brazylii (w stanach Amazonas i Pará). 

## Morfologia
PokrójZimozielone drzewo lub krzew dorastające do 3–8 m wysokości. Młode pędy są owłosione.
LiścieMają eliptyczny kształt. Mierzą 7–20 cm długości oraz 1,5–5 cm szerokości. Są owłosione od spodu. Blaszka liściowa jest o ostrym lub spiczastym wierzchołku.
KwiatySą pojedyncze, rozwijają się w kątach pędów. Działki kielicha mają owalny kształt i dorastają do 15–20 mm długości. Płatki mają białą barwę i osiągają do 20–30 mm długości.
OwoceZebrane po 35–60 w owocostan. Mają prawie kulisty kształt. Osiągają 20–30 mm długości i 20–35 mm średnicy.

## Biologia i ekologia
Rośnie w podmokłych lasach. Występuje na terenach nizinnych.